# Aeropuerto de Lublin
El Aeropuerto de Lublin (en polaco: Port Lotniczy Lublin) (IATA: LUZ, OACI: EPLB) es un aeropuerto ubicado en Świdnik, a 10 km al este de Lublin, en Polonia.
El aeropuerto dispone de una pista de aterrizaje de 2520 metros de longitud, y su terminal es capaz de soportar la operación de 4 aeronaves del tipo Boeing 737-800 de modo simultáneo.  La construcción del aeropuerto dio comienzo en el año 2010 y su apertura oficial tuvo lugar el 17 de diciembre de 2012.  El nuevo aeropuerto actualizó las instalaciones que empleaba el fabricante aeronáutico PZL-Świdnik, que se conocían por el nombre de Aeropuerto de Świdnik.

## Aerolíneas y destinos
| Aerolíneas          | Destinos                                  |
| ------------------- | ----------------------------------------- |
| LOT Polish Airlines | Tel-Aviv, Varsovia-Chopin                 |
| Ryanair             | Dublín                                    |
| Wizz Air            | Eindhoven, Londres-Luton, Kiev, Oslo-Torp |